# Masami Kikuchi
Masami Kikuchi (jap. 菊池 正美 Kikuchi Masami; ur. 24 kwietnia 1960) – japoński seiyū i narrator.

## Wybrana filmografia
- Baśnie braci Grimm
- Digimon Adventure: Jō Kido, Jim Kido, różne głosy
- Digimon Adventure 02: Jō Kido, Jim Kido, Daemon
- Kidō Senshi Gundam ZZ: Iino Abbav
- Kikō Senki Dragonar: Kaine Wakaba
- Kimagure Orange Road
- Kopciuszek: Karol
- Oh! My Goddess: Keiichi Morisato
- One Piece: Kelly Funk
- Pocket Monsters: Saizō
- Sailor Moon S – Czarodziejka z Księżyca: Film kinowy
- Yūsha Exkaiser: Blue Raker